# Ehrenkreuz von Schwarzburg
Das Ehrenkreuz von Schwarzburg oder auch Fürstlich Schwarzburgisches Ehrenkreuz war der Hausorden der Fürstentümer Schwarzburg-Rudolstadt und Schwarzburg-Sondershausen und wurde am 20. Mai 1853 durch Fürst Friedrich Günther von Schwarzburg-Rudolstadt gestiftet. Ab 28. Juni 1857 erfolgte die Verleihung mit dem fürstlichen Haus Schwarzburg-Sondershausen als gemeinsamer Orden. 

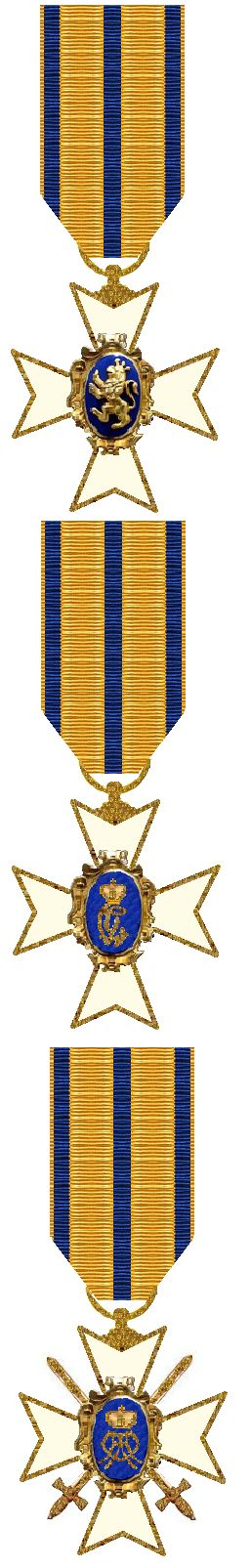
Ehrenkreuz II. Klasse

## Ordensklassen
Ursprünglich wurde der Orden in drei Klassen gestiftet und 1873 um eine IV. Klasse erweitert. Außerdem war dem Orden eine Verdienstmedaille in zwei Stufen angeschlossen.
- I. Klasse
- II. Klasse
- III. Klasse
- IV. Klasse
  - Ehrenmedaille in Gold
  - Ehrenmedaille in Silber

## Ordensdekoration
Das Ordenszeichen ist ein goldgerändertes, weiß emailliertes achtspitziges Kreuz. Im hochovalen dunkelblau emaillierten Medaillon ist der nach links gewendete goldene schwarzenburgische Löwe zu sehen. Das Medaillon ist von goldenen Ornamenten umgeben. Im Revers sind auf dunkelblau emailliertem Grund die von einer Krone überragten und verschlungenen Initialen des Fürsten des jeweiligen Zweiges des Hauses F G (Friedrich Günther) für Schwarzburg-Rudolstadt und G F C (Günther Friedrich Carl) für Schwarzburg-Sondershausen zu sehen.
Die Kreuze der III. und IV. Klasse sind aus Silber gefertigt, und lediglich die III. Klasse ist im Medaillon emailliert. Die IV. Klasse verwendet keine Emaille, und die Ornamente sind ohne Vergoldung.
Für Verdienste in Kriegszeiten wurde der Orden mit gekreuzten Schwertern durch die Kreuzwinkel verliehen.
Die runde aus Silber gefertigte bzw. vergoldete Medaille zeigt den schwarzenburgischen Löwen mit der Umschrift FÜR TREUE UND VERDIENST. Unter dem Löwen befindet sich zwei in der Mitte zusammengebundene Eichenzweige. Im Revers entsprechend der Linie des Hauses die bereits oben beschriebenen gekrönten Initialen.

## Trageweise
Getragen wurde die I. Klasse als Halsorden. Alle anderen Klassen sowie die Verdienstmedaille wurden an einem gelben Band mit einem himmelblauen Mittel- und Seitenstreifen auf der linken Brustseite dekoriert.